# Сериков, Владимир Витальевич
Владимир Сериков (род. 6 января 1995, Елец, Липецкая область, Россия) — российский политический деятель, председатель Липецкого областного совета депутатов VII созыва.

## Биография
Родился 6 января 1995 года в Ельце Липецкой области в семье промышленников. Образование получил в Москве, в государственном институте международных отношений Министерства иностранных дел РФ (МГИМО), специалист в области менеджмента. Работал менеджером представительства компании «Энергия» в Москве. В 2020 году вернулся в Елец, чтобы развивать предприятие АО «Энергия», которым руководит его дед. С августа 2020 по ноябрь 2022 года был коммерческим директором АО «Энергия», с ноября 2022 года — генеральным директором АО «Энергия».

### Липецкий областной совет депутатов
19 сентября 2021 года избран депутатом Липецкого областного Совета депутатов VII созыва по избирательному округу № 22, член партии «Единая Россия», председатель комитета по законодательству и правовым вопросам, член комитета по экономике.
После прохождения Дмитрия Аверова в качестве одномандатного депутата в Государственную думу VIII созыва (одномандатный округ № 114), в областном парламенте освободилась должность спикера, которую занял Сериков Владимир Витальевич. 